# Aeta
Aeta, även ayta, agta, atta, ata, ati, ita eller dumagat, är en samlingsterm för flera filippinska ursprungsbefolkningar som bor på olika delar av ön Luzon på Filippinerna. De betraktas som en del av negritofolken och är småväxta. De anses vara bland de tidigaste invånarna på Filippinerna vilket skulle betyda att de var före de austronesiska migrationerna. Även om detta skulle stämma är dagens aetafolk uppblandade med austronesiska folk och deras språk räknas också till de austronesiska språken.

## Definition
Aeta är ett samlingsbegrepp. Även om det allmänt betraktas som en enda grupp består det i verkligheten av flera olika etniska grupper som delar liknande livsstilar och fysiska egenskaper. De är vanligtvis uppdelade i tre huvudgrupper: aeta från centrala Luzon; agta i sydöstra Luzon; och dumagat (även stavat dumaget) i östra Luzon. Dessa uppdelningar är emellertid godtyckliga och de tre namnen kan användas omväxlande. De förväxlas också ofta med ati på Visayasöarna.

## Etymologi
Namnet "aeta" härrör från det proto-malayo-polynesiska ordet *ʔa(R)ta (även rekonstruerat som *qata eller *ʔata) som betyder "[negrito]person." Detta i motsats till andra termer för "person" i andra filippinska (och oceaniska) gruppers språk som kan härledas från det proto-malayo-polynesiska ordet *tau (t.ex. tagalog tao), som hänvisar till ljusare grupper med austronesisk härkomst. Reid (2013) anser att *ʔa(R)ta ursprungligen kan ha varit det negritiska ordet för "person" i norra Luzon, men att ordet införlivades i austronesiska språk med betydelsen "mörkhyad person" efter ankomsten av austronesiska migranter till Filippinerna från Taiwan. En vanlig uppfattning är att "aeta" härstammar från itom eller itim som betyder "svart", men detta är felaktigt.
Termen "dumagat" eller "dumaget" är en exonym som betyder "[människor] från Magatfloden" men det förväxlas ofta med etymologin för visayan dumagat ("havsfolk") i Mindanao.
Andra exonymer till aeta är mer nedsättande. Dessa inkluderar baluga ("halvras") och pugot ("huvudjägare"). Aeta själva kallar icke-Negrito-grupper med olika namn som återspeglar deras gamla förhållanden med austronesier. Dessa inkluderar namn som ugsin, ugdin, ogden eller uldin ("röd"); putî eller pute ("vit"); unat ("rakhårig"); eller agani ("[ris] skördare").

## Historia

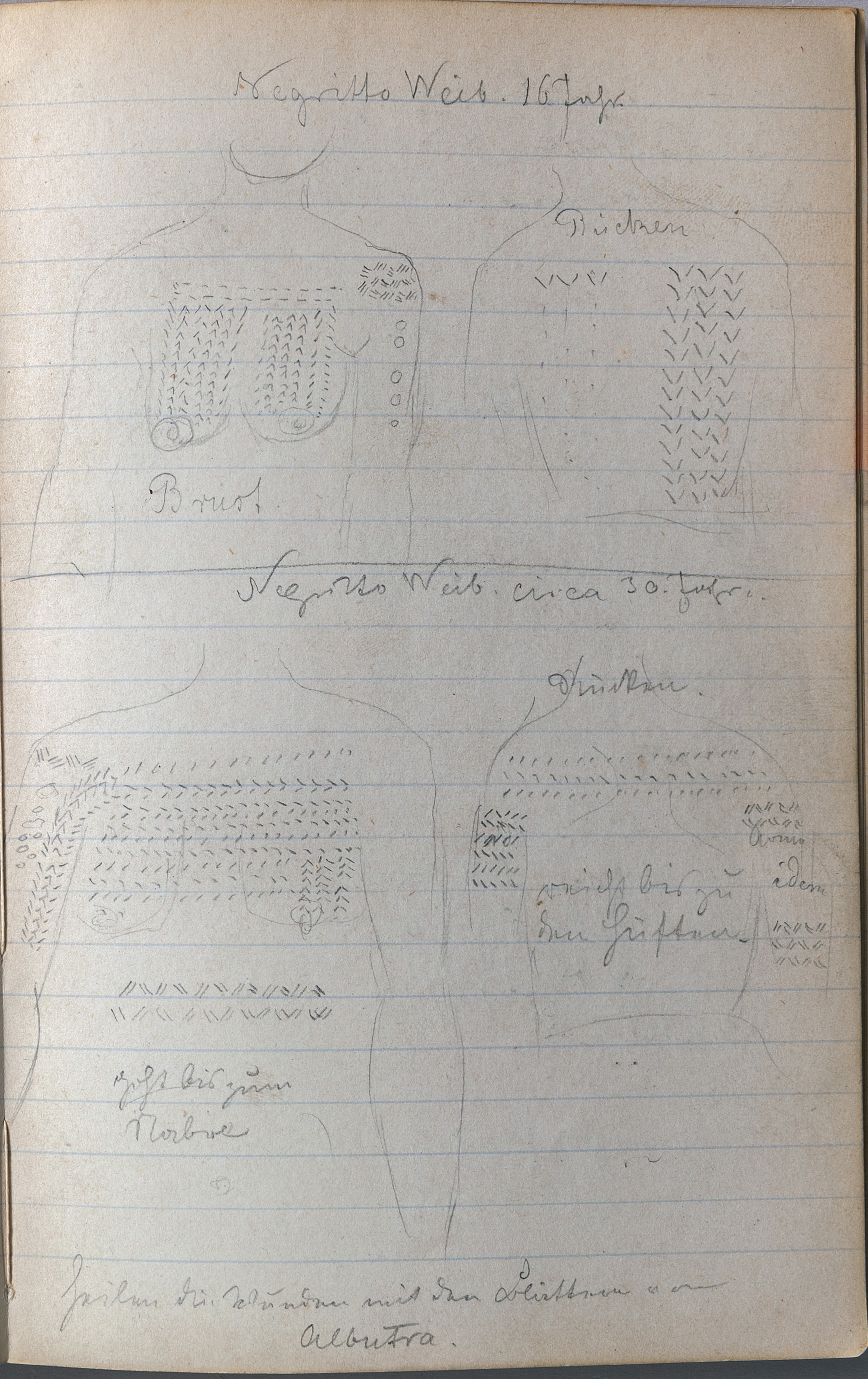
Teckningar av tatueringar från aeta i Hjalmar Stolpes anteckningsbok från Vanadis världsomsegling 1884.

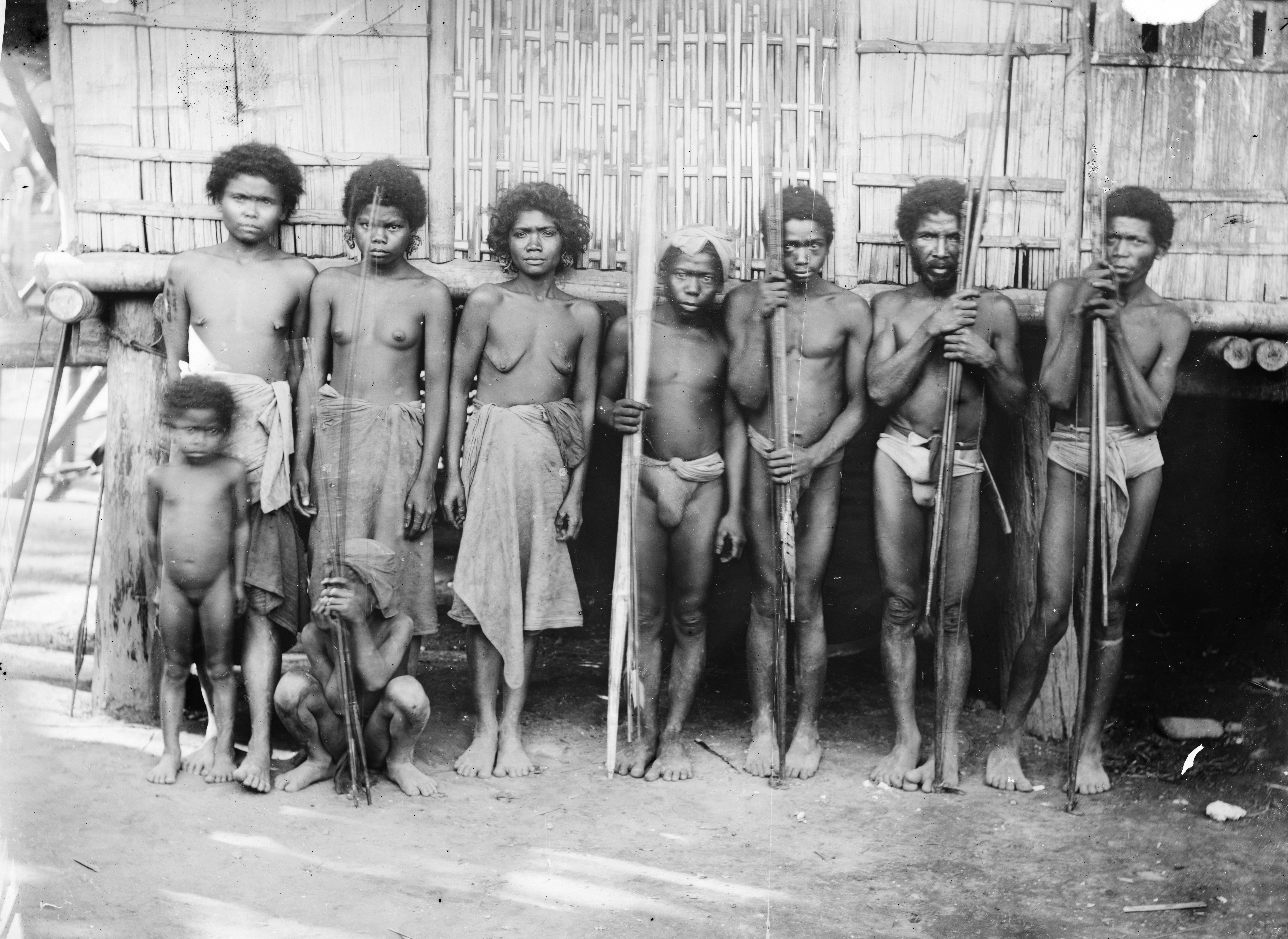
Cabcaben, by nedanför Marivelesberget på Luzon. Det var i Cabcaben de aeta samlades som Hjalmar Stolpe träffade 1884. Foto: Oscar Ekholm

Aeta grupperas ofta med andra negritos som t.ex. semang på Malackahalvön, och även med Australiens aboriginer, papuaner, melanesier på Salomonöarna, Vanuatu, Fiji och Nya Kaledonien. Även om de har varit isolerade från varandra under tusentals år har de alla förhållandevis höga procentandelar av Denisovamänniskan.
Till skillnad från många andra filippinska etniska grupper har aeta visat motstånd mot förändringar. Eftersom aeta blev kvar i bergen under det spanska styret hade de inte mycket interaktion med spanjorerna. Spanjorerna försökte att kontrollera aeta och sätta dem i reservat men misslyckades.
Enligt spanska observatörer som Miguel López de Legazpi (1502–1572) hade negritofolken på Filippinerna järnverktyg och vapen. Deras skicklighet och snabbhet med pil och båge var välkänd och de var fruktade krigare. Ouppmärksamma resenärer eller fältarbetare var ofta lätta mål. Men deras relativt lilla befolkning och frånvaro av gemensam organisation gjorde dock aeta till ett lätt byte för mer organiserade grupper. De förslavades ofta och såldes till Borneo och Kina.

## Sverige och aeta
Under Vanadis världsomsegling 1884 stannade den svensk-norska ångfregatten i Manila och Hjalmar Stolpe och Oscar Ekholm reste med en mindre ångbåt för att träffa och dokumentera lokalbefolkningen. De drabbades av tekniska problem och tvingades tillbaka till land nära byn Cabeaben i Marivelesbergen. Här träffade de aeta och Ekholm tog cirka 20 fotografier och Stolpe dokumenterade tatueringar. Stolpe samlade in över 80 föremål under tiden på Filippinerna varav drygt 20 stycken kom direkt från de aeta de träffade.